# Claudio Aquino
Claudio Ezequiel Aquino (Adrogué, Provincia de Buenos Aires, Argentina; 24 de julio de 1991) es un futbolista argentino. Juega como mediocampista ofensivo o enganche y su primer equipo fue Ferro. Actualmente milita en Colo-Colo de la Primera División de Chile.

## Trayectoria
Oriundo de Adrogué, se unió a las divisiones inferiores de Banfield; sin embargo, debutó como profesional por Ferro Carril Oeste, el 13 de febrero de 2010, en una derrota 1-2 ante Sportivo Italiano.Luego el año 2012 firma por Defensa y Justicia de la Primera Nacional.El año 2013 su carrera dio un giro, al firmar por Godoy Cruz de la Primera División de Argentina, donde pese a problemas extra futbolísticos como chocar en estado de ebriedad su automóvil, logró regularidad.
El año 2015 firma por Independiente,en donde no logró destacar, por lo que fue cedido en préstamo, en julio de 2016 a Fluminense de Brasil y en enero de 2017 a Belgrano.Tras rescindir su contrato con el equipo de Avellaneda, en julio de 2017 es anunciado como nuevo refuerzo de Unión de Santa Fe, firmando contrato por tres temporadas.En julio de 2018 dejo Argentina, para firmar por el Guaraní paraguayo.
En enero de 2020 firma por Cerro Porteño de la Primera división paraguaya.En agosto de 2023, luego de un entrevero con el entrenador Diego Gavilán, es despedido de Cerro.Ese mismo mes, es anunciado como refuerzo de Vélez Sarsfield de la Primera División.Con el Fortín, se tituló como campeón de la Primera División 2024.
El 30 de diciembre de 2024 es anunciado como nuevo jugador de Colo-Colo de la Primera División de Chile.

## Estadísticas
- Actualizado al 16 de agosto de 2025

| Club                         | Div.                | Temporada           | Liga  | Liga  | Liga   | Copa nacional | Copa nacional | Copa nacional | Copa internacional | Copa internacional | Copa internacional | Total | Total | Total  |
| Club                         | Div.                | Temporada           | Part. | Goles | Asist. | Part.         | Goles         | Asist.        | Part.              | Goles              | Asist.             | Part. | Goles | Asist. |
| ---------------------------- | ------------------- | ------------------- | ----- | ----- | ------ | ------------- | ------------- | ------------- | ------------------ | ------------------ | ------------------ | ----- | ----- | ------ |
| Ferro Argentina              | 2.ª                 | 2009/10             | 1     | 0     | 0      | —             | —             | —             | —                  | —                  | —                  | 1     | 0     | 0      |
| Ferro Argentina              | 2.ª                 | 2010/11             | 26    | 1     | 0      | —             | —             | —             | —                  | —                  | —                  | 26    | 1     | 0      |
| Ferro Argentina              | 2.ª                 | 2011/12             | 19    | 0     | 1      | —             | —             | —             | —                  | —                  | —                  | 19    | 0     | 1      |
| Ferro Argentina              | Total               | Total               | 46    | 1     | 1      | 0             | 0             | 0             | 0                  | 0                  | 0                  | 46    | 1     | 1      |
| Defensa y Justicia Argentina | 2.ª                 | 2012/13             | 17    | 2     | 5      | —             | —             | —             | —                  | —                  | —                  | 17    | 2     | 5      |
| Defensa y Justicia Argentina | Total               | Total               | 17    | 2     | 5      | 0             | 0             | 0             | 0                  | 0                  | 0                  | 17    | 2     | 5      |
| Godoy Cruz Argentina         | 1.ª                 | 2013/14             | 18    | 1     | 2      | —             | —             | —             | —                  | —                  | —                  | 18    | 1     | 2      |
| Godoy Cruz Argentina         | 1.ª                 | 2014                | 15    | 3     | 0      | 1             | 0             | 0             | 1                  | 0                  | 0                  | 17    | 3     | 0      |
| Godoy Cruz Argentina         | Total               | Total               | 33    | 4     | 2      | 1             | 0             | 0             | 1                  | 0                  | 0                  | 35    | 4     | 2      |
| Independiente Argentina      | 1.ª                 | 2015                | 15    | 0     | 0      | 3             | 0             | 0             | 2                  | 0                  | 0                  | 20    | 0     | 0      |
| Independiente Argentina      | 1.ª                 | 2016                | 12    | 0     | 2      | 1             | 1             | 0             | —                  | —                  | —                  | 13    | 1     | 2      |
| Independiente Argentina      | Total               | Total               | 27    | 0     | 2      | 4             | 1             | 0             | 2                  | 0                  | 0                  | 33    | 1     | 2      |
| Fluminense · Brasil          | 1.ª                 | 2016                | 2     | 0     | 0      | —             | —             | —             | —                  | —                  | —                  | 2     | 0     | 0      |
| Fluminense · Brasil          | Total               | Total               | 2     | 0     | 0      | 0             | 0             | 0             | 0                  | 0                  | 0                  | 2     | 0     | 0      |
| Belgrano Argentina           | 1.ª                 | 2016/17             | 13    | 0     | 1      | 1             | 0             | 0             | —                  | —                  | —                  | 14    | 0     | 1      |
| Belgrano Argentina           | Total               | Total               | 13    | 0     | 1      | 1             | 0             | 0             | 0                  | 0                  | 0                  | 14    | 0     | 1      |
| Unión Argentina              | 1.ª                 | 2017/18             | 7     | 0     | 1      | 1             | 0             | 0             | —                  | —                  | —                  | 8     | 0     | 1      |
| Unión Argentina              | Total               | Total               | 7     | 0     | 1      | 1             | 0             | 0             | 0                  | 0                  | 0                  | 8     | 0     | 1      |
| Guaraní Paraguay             | 1.ª                 | 2018                | 9     | 0     | 0      | 3             | 0             | 1             | —                  | —                  | —                  | 12    | 0     | 1      |
| Guaraní Paraguay             | 1.ª                 | 2019                | 36    | 8     | 6      | 6             | 4             | 1             | 1                  | 0                  | 0                  | 43    | 12    | 7      |
| Guaraní Paraguay             | Total               | Total               | 45    | 8     | 6      | 9             | 4             | 2             | 1                  | 0                  | 0                  | 55    | 12    | 8      |
| Cerro Porteño Paraguay       | 1.ª                 | 2020                | 27    | 6     | 7      | —             | —             | —             | —                  | —                  | —                  | 27    | 6     | 7      |
| Cerro Porteño Paraguay       | 1.ª                 | 2021                | 32    | 10    | 10     | 1             | 0             | 0             | 8                  | 1                  | 0                  | 41    | 11    | 10     |
| Cerro Porteño Paraguay       | 1.ª                 | 2022                | 33    | 6     | 7      | —             | —             | —             | 8                  | 0                  | 2                  | 41    | 6     | 9      |
| Cerro Porteño Paraguay       | 1.ª                 | 2023                | 21    | 7     | 6      | 1             | 0             | 0             | 10                 | 3                  | 2                  | 32    | 10    | 8      |
| Cerro Porteño Paraguay       | Total               | Total               | 113   | 29    | 30     | 2             | 0             | 0             | 26                 | 4                  | 4                  | 141   | 33    | 34     |
| Vélez Argentina              | 1.ª                 | 2023                | —     | —     | —      | 13            | 5             | 3             | —                  | —                  | —                  | 13    | 5     | 3      |
| Vélez Argentina              | 1.ª                 | 2024                | 27    | 9     | 4      | 24            | 3             | 6             | —                  | —                  | —                  | 51    | 12    | 10     |
| Vélez Argentina              | Total               | Total               | 27    | 9     | 4      | 37            | 8             | 9             | 0                  | 0                  | 0                  | 64    | 17    | 13     |
| Colo-Colo · Chile            | 1.ª                 | 2025                | 19    | 4     | 2      | 6             | 0             | 2             | 6                  | 0                  | 0                  | 31    | 4     | 4      |
| Colo-Colo · Chile            | Total               | Total               | 19    | 4     | 2      | 6             | 0             | 2             | 6                  | 0                  | 0                  | 31    | 4     | 4      |
| Total en su carrera          | Total en su carrera | Total en su carrera | 349   | 57    | 54     | 61            | 13            | 13            | 36                 | 4                  | 4                  | 446   | 74    | 71     |

## Palmarés

### Campeonato nacionales
| Título           | Equipo          | País      | Año  |
| ---------------- | --------------- | --------- | ---- |
| Copa Paraguay    | Guaraní         | Paraguay  | 2018 |
| Torneo Apertura  | Cerro Porteño   | Paraguay  | 2020 |
| Torneo Clausura  | Cerro Porteño   | Paraguay  | 2021 |
| Liga Profesional | Vélez Sarsfield | Argentina | 2024 |